# 卡拉斯·翁瑙
卡拉斯·翁瑙（匈牙利語：Kárász Anna，1991年9月20日—），匈牙利女子皮划艇运动员。她曾代表匈牙利参加2020年夏季奥林匹克运动会皮划艇比赛，获得女子四人皮艇500米金牌。